# Пуща-Водиця (парк)
Парк «Пу́ща-Води́ця» — парк в межах Оболонського району Києва. Загальна площа — 11,73 га. Парк-пам’ятка садово-паркового мистецтва загально державного значення.

## Інфраструктура
В парку є дитячі і спортивні майданчики, естрада. На березі впорядкованих ставків, що утворені в руслі річки Котурки — пляжі.

## Флора
Основні породи дерев — дуб і сосна. Парк є частиною великого лісового масиву (Пуща-Водицький ліс).

## Транспорт
Сполучається з містом трамвайною лінією (прокладена 1904 року).

## Включення у Національний парк «Голосіївський»
Указом Президента України від 01.05.2014 р. № 446/2014 територію парку було включено до меж Національного парку «Голосіївський», без вилучення у землекористувача: Святошинського лісопаркового господарства.

## Галерея

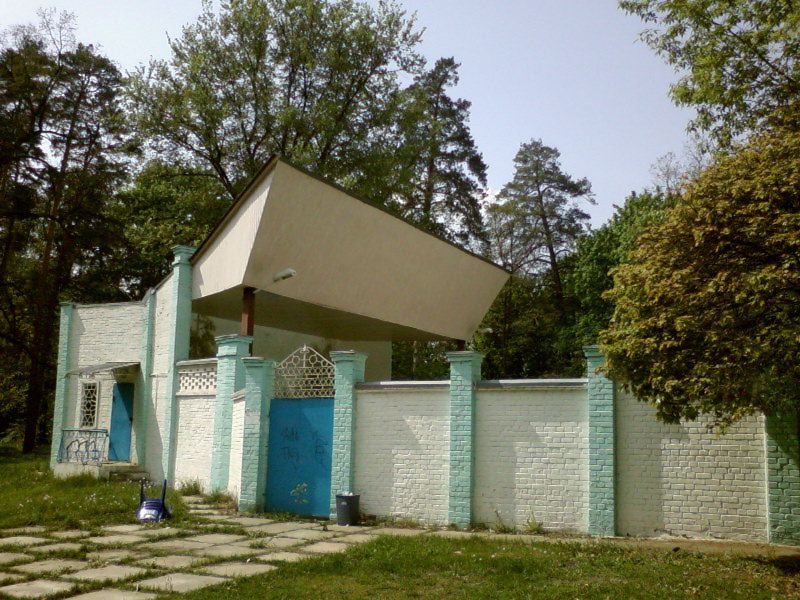
Естрада
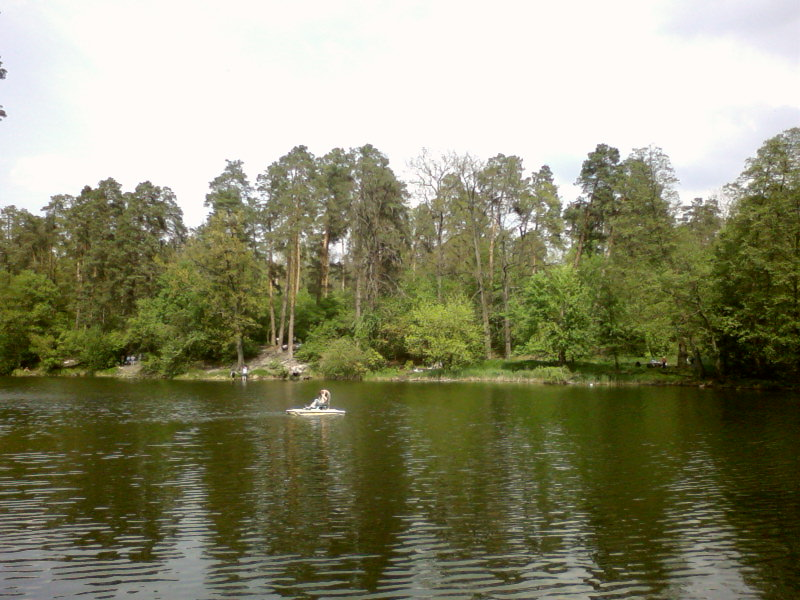
Ставок
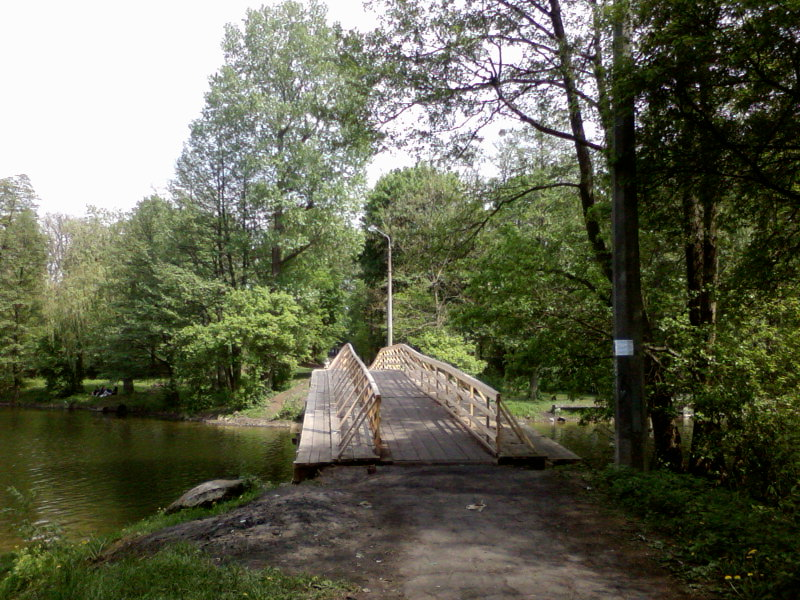
Місток через ставок
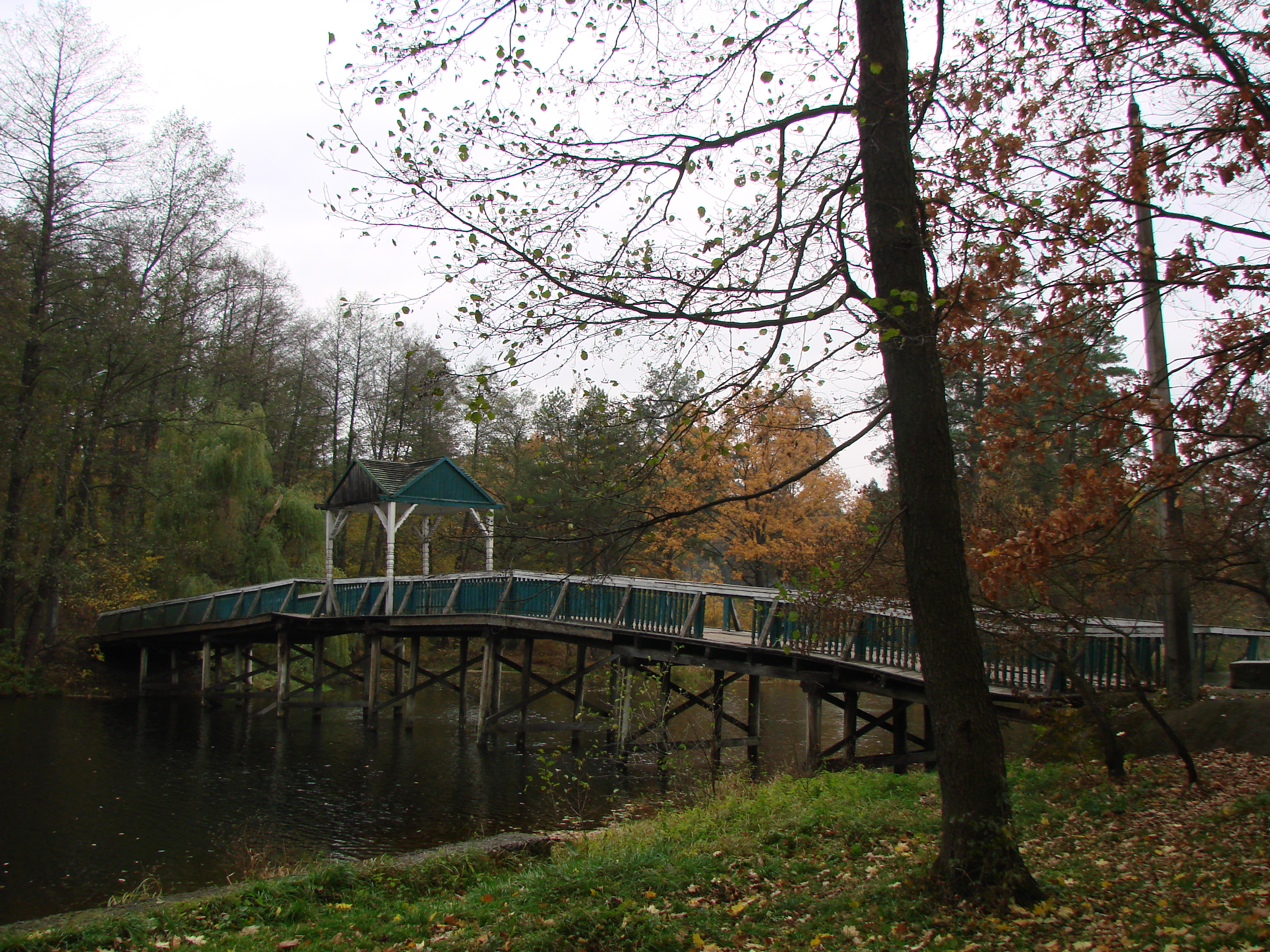
Старий місток через ставок,що існував до 2009 року
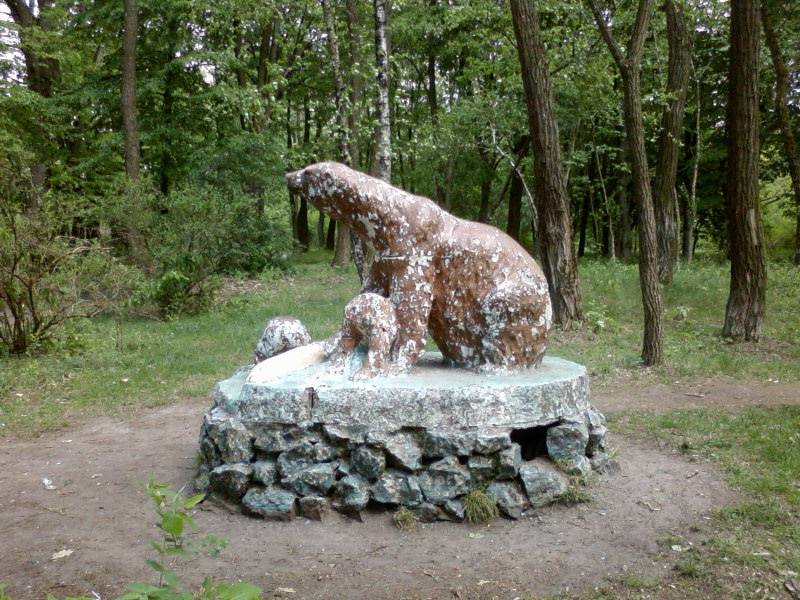
Скульптура ведмедиці